# Marcial Losada
Marcial Francisco Losada (1939-2020) fue un psicólogo chileno, consultor, y ex director del Centro para Búsqueda Avanzada (CFAR) en Ann Arbor, Míchigan.
Losada recibió un Ph.D. En psicología organizativa de la Universidad de Míchigan. Trabaja en desarrollar "equipos de alto rendimiento."

## Trabajo
Losada desarrolló un modelo de dinámica no lineal, el modelo meta learning, para mostrar los patrones dinámicos conseguidos por equipos de alto, medio y bajo desempeño, donde el rendimiento era evaluado en rentabilidad, satisfacción de cliente, y retroalimentación de 360 grados. Losada argumentó que estos patrones aparecen en un espacio de "positividad-negatividad", "investigación-apoyo" y "otro-propio", y está controlado por la conectividad, lo cual se supone que refleje la armonización interpersonal de un equipo. El trabajo de Losada ha sido fuertemente criticado por una metodología defectuosa y por una aplicación invalida de las ecuaciones de Lorenz por Brown et al. y por Andrés Navas. Losada, junto con Barbara Fredrickson, desarrolló el concepto de la proporción de positividad crítica (también conocida como la línea Losada), el cual declara que existen puntos de corte precisos de la proporción de positividad de un individuo, sobre y bajo las cuales no florecerán. El concepto ha sido fuertemente criticado y muchos de los hallazgos matemáticos han sido refutados por científicos como Alan Sokal. Losada ha declinado responder a la crítica.

## Publicaciones
- Losada, M. (1999). La dinámica compleja de equipos de alto rendimiento. Mathematical and Computer Modelling, 30 (9-10), 179-192.
- Losada, M., & Heaphy, E. (2004).  El rol de la positividad y de la conectividad en el rendimiento de equipos empresariales: Un modelo de dinámica no lineal. American Behavioral Scientist, 47 (6), 740-765.
- Fredrickson, B. L. & Losada, M. (2005). Afecto positivo y la dinámica compleja del florecimiento humano. American Psychologist, 60 (7) 678-686. (enlace roto disponible en Internet Archive; véase el historial, la primera versión y la última).
- Fredrickson, B. L. (2009). Positivity. Crown Publishers, Nueva York.